# قناری پیشانی‌زرد
قناری پیشانی‌زرد (نام علمی: Crithagra mozambica) پرنده گنجشک‌سان کوچک از تیرهٔ سهرگان است. گاهی در پرورش پرندگان به عنوان سهره آوازخوان سبز یا «آوازخوان سبز» شناخته می‌شود.
این پرنده یک زادآور مقیم آفریقا در جنوب صحرای بزرگ آفریقا است. زیستگاه آن جنگل‌های باز و کشاورزی است. روی درختان آشیانه می‌سازد و سه یا چهار تخم در یک لانه فنجانی فشرده می‌گذارد. به جزایر هاوایی معرفی شده است، جایی که در غرب هاوایی، جنوب شرقی اوآهو و مولوکای یافت می‌شود.